# Judoma
Judoma (rusky Юдома, jakutsky Юдома) je řeka v Chabarovském kraji a na jeho hranici s Jakutskou republikou v Rusku. Je dlouhá 765 km. Plocha povodí měří 43 700 km².

## Průběh toku
Vzniká soutokem Nitkanu a Avmji, které pramení na svazích hřbetu Suntar-Chajata. Teče na jih podél Judomského hřbetu. Na dolním toku vytváří velké meandry. V korytě se vyskytují četné peřeje. Ústí zprava do Maji (povodí Aldanu).

### Přítoky
- zprava – Akačan
- zleva – Gorbi

## Vodní režim
Zdrojem vody jsou dešťové a sněhové srážky a na horním toku i ledovce. Průměrný roční průtok vody činí 342 m³/s. Zamrzá v říjnu a rozmrzá v květnu. Nejvyšších vodních stavů dosahuje od poloviny května do září s maximem v červenci.

## Využití
Vodní doprava je možná v délce 271 km od ústí.